# Agapadda
Agapadda (Rhinella marina) är ett groddjur som först beskrevs av Linné 1758 under det vetenskapliga namnet Rana marina. Agapaddan ingår i släktet Rhinella och familjen paddor. IUCN kategoriserar arten globalt som livskraftig. Inga underarter finns listade.

## Utseende
Paddan är mycket stor, vanligen mellan 9 och 17 cm lång, även om den kan bli ända till 23,8 cm som mest. Rygghuden är grå, grönaktig eller brun till rödbrun med ett flertal mörkbruna vårtor. Buken är blekgul, knottrig, och med mörkare fläckar. Nosen är spetsig med en benkam ovanför ögonen. Ganska långt ner på främre delen av kroppen, vid skuldrorna, har den två parotoidkörtlar, en på vardera sidan, som innehåller dess mycket potenta gift.
Vikten ligger vanligen vid några hundra gram och en kilogram. Ett exemplar i Australien vägde 2,7 kg.

## Utbredning
Paddan härstammar från Amerika; den ursprungliga utbredningen är från västra Peru och centrala Brasilien till norra Texas, men den har spritt sig eller införts till många delar av USA (som Florida, Puerto Rico och Hawaii), Karibien, Papua Nya Guinea, Taiwan, Australien med flera områden. Till Australien infördes den 1935 för att bekämpa skadedjur på sockerrörsodlingar (de två skalbaggsarterna Lepidiota frenchi och Lepidoderma albohirtum). I stället spred den sig och betraktas både där och i andra områden den spritt sig till som ett hot mot den inhemska faunan, dels genom att den förtär och tränger undan andra amfibier, dels att de rovdjur som tar den inte har någon immunitet mot dess gift och dör.

## Ekologi
Paddan är en nattaktiv art som föredrar fuktig terräng med tillräcklig bottenvegetation för att erbjuda skydd som sockerrörsfält, savanner, glesa skogar och högre belägna, inte för tätvuxna regnskogar. Den undviker inte människans närhet utan kan även återfinnas på betesmark, gårdsplaner, i parker och trädgårdar, bara de inte är alltför torra. I bergen kan den gå upp till 3 000 m.
Som nämnts ovan är giftet starkt och kan döda predatorer som katter, hundar, ödlor eller ormar som får i sig det. Också äggen är giftiga. Även mänskliga dödsfall har rapporterats; det förekommer att giftet används som en drog. Paddan blir troligen inte mycket äldre än 5 år i det fria, men kan i fångenskap bli mellan 10 och 40 år gammal.

### Föda
Agapaddan lever främst på myror, termiter, skalbaggar och tvestjärtar, men kan också ta gräshoppor, mångfotingar, kräftdjur, snäckor och även växtföda. Den har också setts ta smådäggdjur, kräl- och groddjur. På grund av sin närhet till mänskliga boningar förekommer det också att den tar katt- och hundmat.

### Fortplantning
Lektiden är på norra halvklotet mellan april och september. I Australien leker den i stort sett året om, med tonvikt på regntiden i början på året. Hanarna samlas vid vattensamlingar, som inte behöver vara permanenta, där de kallar till sig honor genom sina kraftiga rop. Det är inte ovanligt att flera hanar omklamrar en hona samtidigt. Honan kan lägga upp till 35 000 ägg i långa band, även om mängden vanligtvis är mellan 8 000 och 17 000. Äggen tar mellan 2 och 3 dagar för att utvecklas. Paddynglen är små och skinande svarta. Både de och äggen tål mycket hög salthalt. Ynglen utvecklas till fullbildade paddor på mellan 15 och 50 dagar.